# 科学世界 (杂志)
《科学世界》杂志是由中国科学院主管、科学出版社主办的于1992年创刊的一本面向中国发行的综合性科学技术类杂志。目前杂志编委会主任为白春礼。
该杂志还与日本著名科普杂志《牛頓》（英文名：Newton，日文名：ニュートン）合作，被其称为“中国版《牛頓》”。
因管理結構上的便利，能與院士、科學家、科研人員合作，使該雜誌內容的品質和層次具有保證力。21世紀以來屢獲該國國內的各類殊榮和獎項。

## 获得奖项[6]
- 2002年获得由中共中央宣传部、中国科学技术协会、科学技术部、国家广播电影电视总局、新闻出版总署、国家自然科学基金委员会、中国作家协会联合主办的“第五届全国优秀科普作品奖”二等奖。
- 2004年获中科院优秀期刊奖。
- 2008年，因对汶川地震的报道而荣获由中国期刊协会评选的“全国抗震救灾宣传报道先进期刊”荣誉称号。
- 2008年，《科学世界》杂志被新闻出版总署作为全国少年儿童推荐报刊推荐给广大青少年。
- 2009年，《科学世界》杂志社荣获由北京市科学技术委员会和北京市科学技术协会评选的“2009北京市科普传媒基地”荣誉称号。
- 2014年1月，《科学世界》在第三届“中国出版政府奖”评选中荣获期刊奖。